# Albert (biskup Albano)
Albert (zmarł prawdopodobnie w 1141) – kardynał w kurii papieża Innocentego II.
Źródła nie przekazały żadnych informacji o jego pochodzeniu ani życiu przed nominacją kardynalską. Prawdopodobnie w grudniu 1136 papież Innocenty II mianował go kardynałem biskupem Albano. Występuje jako świadek na licznych bullach Innocentego II datowanych między 11 stycznia 1137  a 19 kwietnia 1141. Zmarł wkrótce po tej ostatniej dacie, jego następca został mianowany na początku 1143.